# Cerkiew św. Apostoła Tomasza w Milejczycach
Cerkiew pod wezwaniem św. Apostoła Tomasza – prawosławna cerkiew cmentarna w Milejczycach. Należy do parafii św. Barbary w Milejczycach, w dekanacie Kleszczele diecezji warszawsko-bielskiej Polskiego Autokefalicznego Kościoła Prawosławnego.

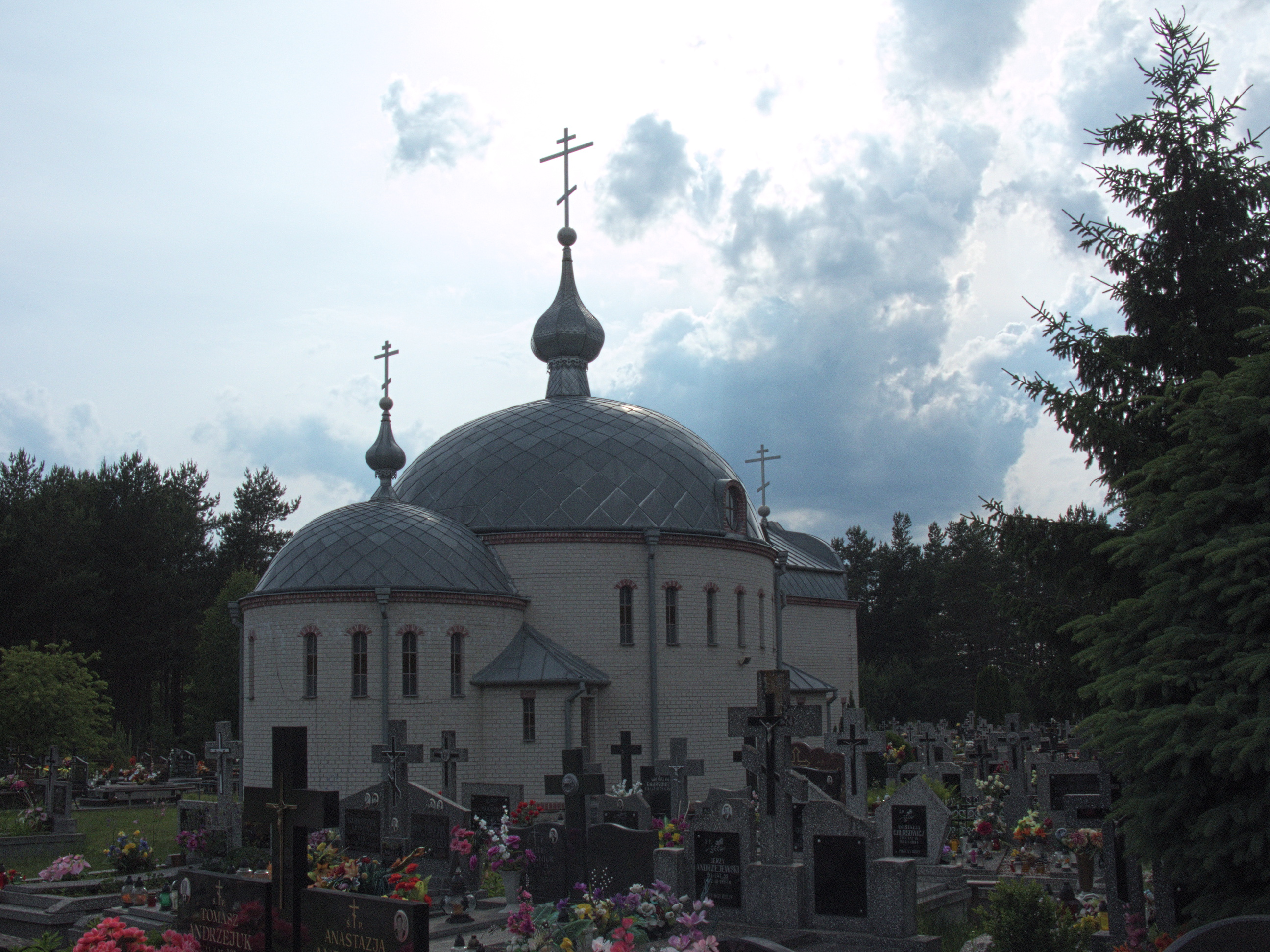

Cerkiew znajduje się na nowym (utworzonym w 1960 r.) cmentarzu prawosławnym w Milejczycach. Wzniesiona w latach 1996–2005 według projektu Michała Bałasza, poświęcona 22 października 2005 r. przez metropolitę Sawę.
Świątynia murowana, z białej cegły. Część nawowa w formie rotundy o średnicy 12 m, nakryta kopułą. Wewnątrz znajduje się ikonostas (wykonany przez ks. Leoncjusza Tofiluka) z siedmioma ikonami, napisanymi w Policealnym Studium Ikonograficznym w Bielsku Podlaskim. W prezbiterium mieści się marmurowy ołtarz. Wewnętrzne ściany cerkwi ozdobione freskami, wykonanymi przez Jarosława Wiszenkę z Mielnika.